# درشنمو کلمرز
درشنمو کلمرز، روستایی در دهستان مهروئیه بخش مرکزی شهرستان فاریاب در استان کرمان ایران است.

## جمعیت
بر پایه سرشماری عمومی نفوس و مسکن در سال ۱۳۹۵، جمعیت این روستا برابر با ۱۶۶ نفر (۴۷ خانوار) بوده است.